# Finis Poloniae
La locuzione latina Finis Poloniae, tradotta letteralmente, significa "Fine della Polonia".
Motto storico attribuito comunemente al generale Kościuszko quando il 10 ottobre 1794, ferito e prigioniero, vedendo i suoi polacchi sconfitti dai russi condotti dal generalissimo Aleksandr Suvorov, capì che la sua patria sarebbe stata presto smembrata.
La frase si cita per indicare una grande catastrofe, oppure per tempeste in un bicchier d'acqua.